# Norjangdzsin állomás
Norjangdzsin (Noryangjin) állomás a szöuli metró 1-es és 9-es vonalának állomása, mely 1899-ben, hagyományos vasútállomásként épült. Vasútállomásként a Kjongbu (Gyeongbu) vonalat szolgálja ki.

## Viszonylatok
| 1-es vonal                                                               | 1-es vonal                                           | 1-es vonal |
| ------------------------------------------------------------------------ | ---------------------------------------------------- | --- |
| Jongszan (Yongsan) Szojoszan (Soyosan) és Kvangun (Gwangun) Egyetem felé | Kjongbu (Gyeongbu) szakasz személy- és expresszvonat | Tebang (Daebang) Incshon (Incheon), Szodongthan (Seodongtan) vagy Sincshang (Sinchang) valamint Tongincshon (Dongncheon) és Cshonan (Cheonan) felé |
| Korail                                                                   |                                                      | |
| Jongszan (Yongsan) Szöul felé                                            | Kjongbu (Gyeongbu) vonal                             | Tebang (Daebang) Puszan (Busan) felé |
| 9-es vonal                                                               |                                                      | |
| Szetkang (Saetgang) Kehva (Gaehwa) felé                                  | személyvonat                                         | Nodul (Nodeul) Veteránkórház felé |
| Joido (Yeouido) Kimpho (Gimpo) repülőtér felé                            | expresszvonat                                        | Tongdzsak (Dongjak) Veteránkórház felé |